# Università di Marburgo
L'università di Marburgo (in tedesco, Philipps-Universität Marburg), è un'università pubblica tedesca situata a Marburgo, nell'Assia.

## Descrizione

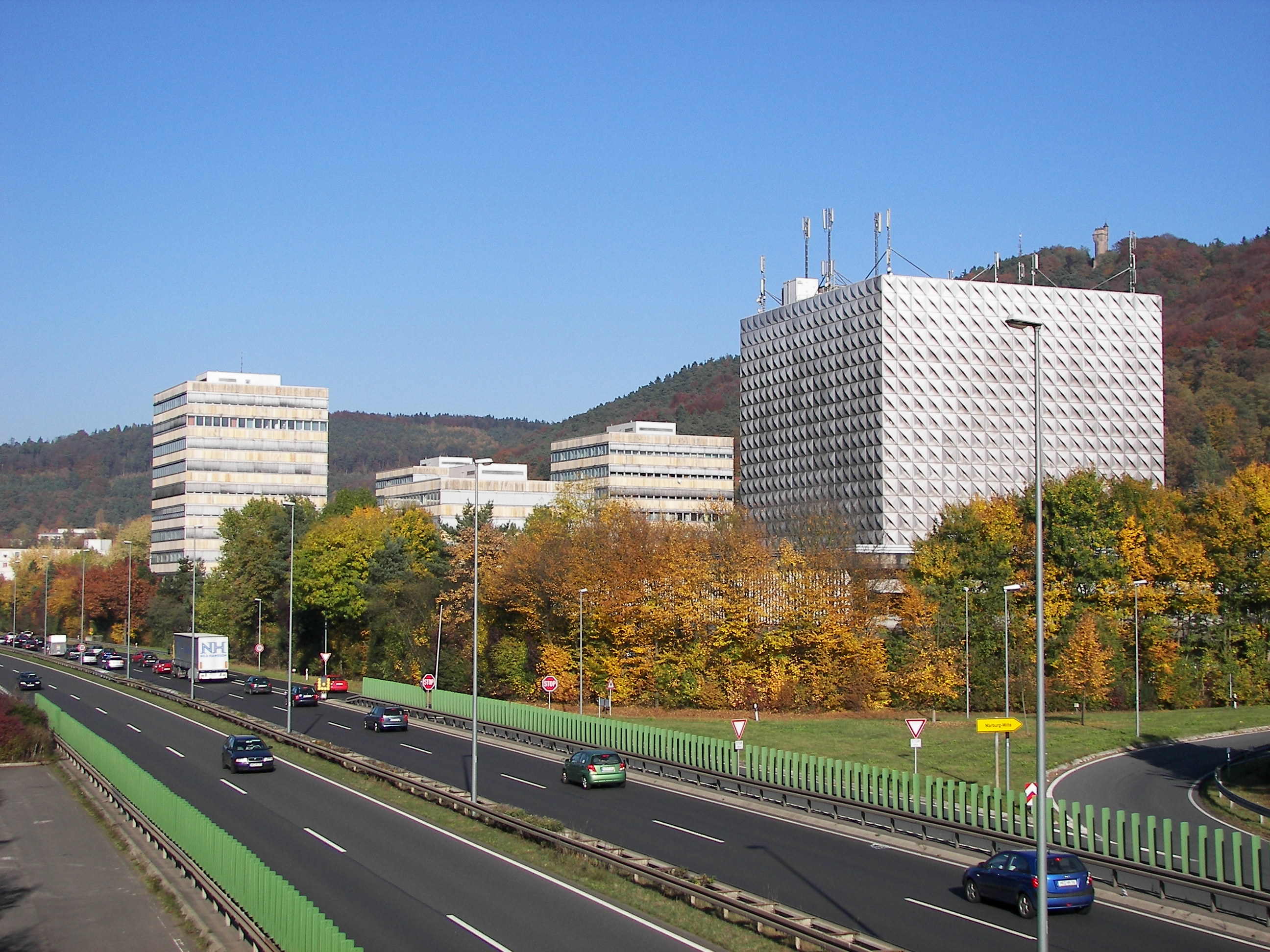
Il dipartimento di Scienze Sociali e la Libreria Universitaria.

Fondata da Filippo I d'Assia, a cui è dedicata, nel 1527, ebbe come rettore fondatore, nominato dallo stesso Filippo I, Johannes Ferrarius. Nel luglio del 1594 Johannes Goddaeus, ex studente di Giurisprudenza nel 1578, accettò la chiamata come professore ordinario a Marburgo. Nel 1605 fu rettore dell'Università di Marburgo. È la prima e la più antica università protestante.
Attualmente conta circa 26.000 studenti e 4.600 impiegati. Ciò rende Marburgo, località di meno di 80.000 abitanti, una città eminentemente universitaria ("Universitätsstadt").
Nel 1609 l'università assegnò a Johannes Hartmann la prima cattedra di chimica del mondo.
La facoltà di medicina dell'università di Marburgo è considerata una delle più prestigiose della Germania.